# بروموكسينيل
بروموكسينيل وقد يردُ في بعض المصادر باسمِ بروموكسونيل هو مركب عضوي صيغتهُ الكيميائيّة هي HOBr 2 C 6 H 2 CN. يصنّف على أنه مبيد أعشاب من النتريل، وعلى هذا النحو يباع تحت العديد من الأسماء التجارية. إنه مادة صلبة بيضاء، وهو يعمل عن طريق تثبيط التمثيل الضوئي، وهو معتدل السميّة للثدييات.

## الإنتاج والاستخدام
يتم إنتاجه عن طريق المعالجة بالبروم لـ 4-هيدروكسي بنزونيتريل. إنها مرحلة ما بعد الظهور لمكافحة الحشائش السنوية عريضة الأوراق.

## الانحلال
يتحلل بروموكسينيل مع عمر نصف يقارب أسبوعين في التربة. يزداد الثبات في التربة ذات المحتوى المرتفع من الطين أو المواد العضوية، مما يشير إلى أن المركب لديه قابلية محدودة إلى حد ما للتوافر البيولوجي للكائنات الحية الدقيقة في هذه البيئات. تحت الظروف الهوائية في التربة أو المزارع النقية، غالبًا ما تحتفظ منتجات تحلل البروموكسينيل بمجموعات البروم الأصلية. تم إثبات أن مبيد الأعشاب، وواحد من منتجات التحلل الشائعة (3،5-ديبرومو-4-هيدروكسي بنزويك حمض) يخضع لعملية إزالة الهالوجين الاختزالية الأيضية بواسطة الكائنات الحية الدقيقة Desulfitobacterium chlororespirans.
في منطقة السهول الكبرى (بالإنجليزية: Great Plains)‏ في كندا، حيث يُستخدم على نطاق واسع في حبوب الحبوب، كان متوسط المستويات المكتشفة في مياه الشرب 1 نانوغرام لكل لتر. في حالة واحدة تم اكتشاف ما يصل إلى 384 نانوجرام لكل لتر. كانت مستويات البروموكسينيل أقل باستمرار من العديد من مبيدات الآفات الأخرى التي تم اختبارها، ولوحظ أنها خضعت لتخفيض أكبر في معالجة المياه مقارنة بالمبيدات الأخرى.

## الأمان
تتراوح الجرعات المميتة في الثدييات بين 60 و600 ملليغرام يتم تناولها لكل كيلوغرام، وقد لوحظت تأثيرات ماسخة في الجرذان والأرانب التي تزيد عن 30 ملليجرام لكل كيلوغرام. تسبب التعرض المزمن لأكثر من عام عند البشر في ظهور أعراض فقدان الوزن والحمى والقيء والصداع ومشاكل في المسالك البولية في حالة واحدة موثقة. يتم توزيعه في الولايات المتحدة كمبيد حشري مقيد الاستخدام في فئة السمية الثانية (معتدل السمية) وغير متاح للاستخدام المنزلي.

## روابط خارجية
- Bromoxynil in the Pesticide Properties DataBase (PPDB)